# Judy Pancoast
Judy Pancoast (Waterville, 1959) è una cantautrice e compositrice statunitense di musica per bambini.

## Biografia
Nata e cresciuta a Waterville, ha frequentato l'università del Maine. In seguito ha conseguito un master all'Università del New Hampshire e si è dedicata alla musica in asili e scuole materne. Secondo un articolo pubblicato sul New Hampshire Union Leader, si è ispirata ai Carpenters e ha incontrato Richard a un concerto.
Ha poi pubblicato la sua canzone di debutto come singolo, The House on Christmas Street, uscita nel 1998. Ha co-scritto una canzone intitolata Good Girl, pubblicata da Kasey Lansdale.
Nel 2003 ha pubblicato il suo album di debutto Swimming in Jello e successivamente nel 2005 ha pubblicato altri due album: The Tune Room e Are We There Yet. Nel 2011, il suo album Weird Things Are Everywhere! è stato nominato come miglior album per bambini ai 53esimi Grammy Awards.

## Discografia

### Album in studio
- 2003 – Swimming in Jello
- 2005 – The Tune Room
- 2005 – Are We There Yet
- 2011 – Weird Things Are Everywhere!